# Liste der Biografien/Kv
Liste der Biografien |
Portal Biografien |
Personensuche
# |
A |
B |
C |
D |
E |
F |
G |
H |
I |
J |
K |
L |
M |
N |
O |
P |
Q |
R |
S |
T |
U |
V |
W |
X |
Y |
Z |
?
 
Ka |
Kb |
Kc |
Kd |
Ke |
Kf |
Kg |
Kh |
Ki |
Kj |
Kl |
Km |
Kn |
Ko |
Kp |
Kr |
Ks |
Kt |
Ku |
Kv |
Kw |
Ky |
Kx |
Kz
Die Liste der Biografien führt alle Personen auf, die in der deutschsprachigen Wikipedia einen Artikel haben. Dieses ist eine Teilliste mit 102 Einträgen von Personen, deren Namen mit den Buchstaben „Kv“ beginnt.

## Kv

### Kva
- Kvačala, Ján (1862–1934), slowakischer evangelisch-lutherischer Theologe, Geistlicher und Hochschullehrer
- Kværne, Per (* 1945), norwegischer Tibetologe und Kunsthistoriker
- Kværnø, Hanna Blengsli (* 1985), norwegische Badmintonspielerin
- Kværnø, Sara Blengsli (* 1982), norwegische Badmintonspielerin
- Kvæven, Berit (* 1942), norwegische Chemikerin und Politikerin der liberalen Partei Venstre
- Kvakić, Amar (* 2002), bosnischer Fußballspieler
- Kvalbein, Astrid (* 1971), norwegische Sängerin (Sopran), Musikpädagogin, Musikkriterin und Musikwissenschaftlerin
- Kvalbein, Hans (1942–2013), norwegischer lutherischer Theologe
- Kvåle, Barbro (* 1992), norwegische Skilangläuferin und Ski-Orientierungsläuferin
- Kvåle, Gaute (* 1995), norwegischer Skilangläufer
- Kvåle, Hans Jørgen (* 1989), norwegischer Ski-Orientierungsläufer
- Kvale, Ole J. (1869–1929), US-amerikanischer Politiker
- Kvale, Paul John (1896–1960), US-amerikanischer Politiker
- Kvalfoss, Eirik (* 1959), norwegischer Biathlet
- Kvalheim, Geir Ove (* 1970), norwegischer Journalist
- Kvalheim, Jan (* 1963), norwegischer Volleyball- und Beachvolleyballspieler
- Kvalheim, Odd-Inge (* 1963), norwegischer Diplomat
- Kvålsvoll, Atle (* 1962), norwegischer Sportlicher Leiter, Trainer und Radrennfahrer
- Kvalvåg, Hedda (* 2002), norwegische Dreispringerin
- Kvalvik, Patrik (* 1984), schwedischer Handballspieler
- Kvam, Christl (* 1962), norwegische Verbandsfunktionärin und Politikerin
- Kvam, Kyrre (* 1976), norwegischer Filmkomponist und Musicaldarsteller
- Kvamm, Simon (* 1975), dänischer Rocksänger
- Kvamme, Cecilie Redisch (* 1995), norwegische Fußballspielerin
- Kvamme, Jens Dahlseide (* 2004), norwegischer Nordischer Kombinierer
- Kvamme, Mark (* 1961), US-amerikanischer Unternehmer und Autorennfahrer
- Kvammen, Daniel (* 1988), norwegischer Sänger
- Kvammen, Reidar (1914–1998), norwegischer Fußballspieler
- Kvandal, Eirin Maria (* 2001), norwegische SkispringerinEirin Maria Kvandal (* 2001)

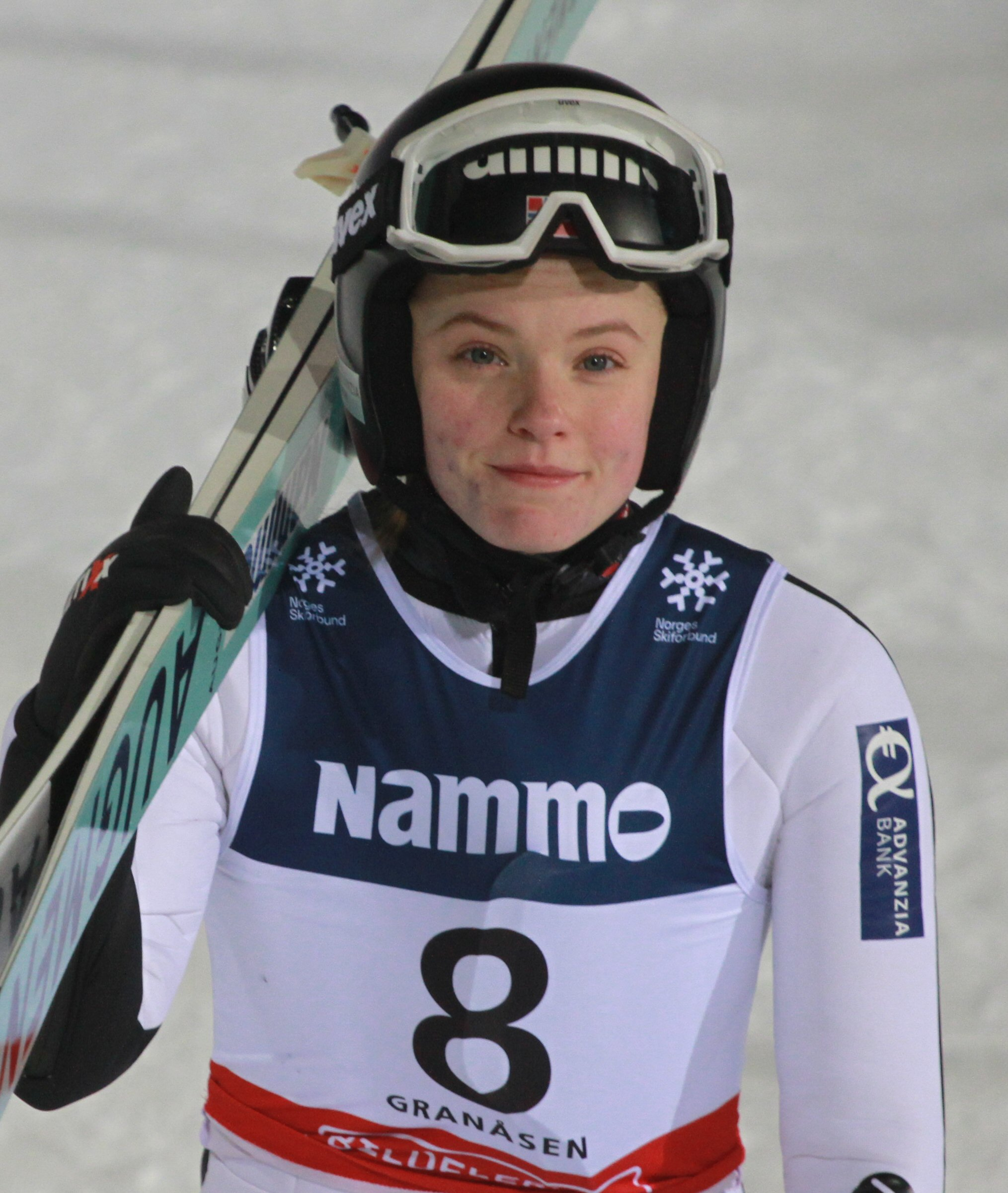
Eirin Maria Kvandal (* 2001)

- Kvandal, Johan (1919–1999), norwegischer Komponist, Organist und Musikkritiker
- Kvanmo, Hanna (1926–2005), norwegische sozialistische Politikerin, Mitglied des Storting
- Kvant, Lars (1955–2025), schwedischer Squashspieler
- Kvantiková, Jana (* 1994), slowakische Schauspielerin
- Kvapil, Boleslav (1934–2017), tschechischer Künstler und Werbegrafiker
- Kvapil, Jaroslav (1868–1950), tschechischer Dichter und Theaterdramaturg
- Kvapil, Jaroslav (1892–1958), tschechischer Komponist
- Kvapil, Jaroslav (* 1940), tschechoslowakischer Radrennfahrer
- Kvapil, Marek (* 1985), tschechischer Eishockeyspieler
- Kvapil, Radoslav (* 1934), tschechischer Pianist
- Kvapil, Travis (* 1976), US-amerikanischer NASCAR-Rennfahrer
- Kvapilová, Anna (1905–1992), tschechoslowakisch-norwegische Bibliothekarin
- Kvarme, Bjørn Tore (* 1972), norwegischer Fußballspieler
- Kvarme, Ole Christian (* 1948), norwegischer lutherischer Theologe, Bischof von Oslo
- Kvarnström, Jonas, schwedisch-kanadischer Pianist und Komponist
- Kvarnström, Kenneth (* 1963), finnischer Tänzer und Choreograph
- Kvarstad, Simen (* 2000), norwegischer Nordischer Kombinierer
- Kvarstad, Stian (* 1973), norwegischer Skispringer
- Kvas, Jožef (1919–2005), römisch-katholischer Weihbischof
- Kvasina, Marko (* 1996), österreichischer Fußballspieler
- Kvasina, Matija (* 1981), kroatischer Radrennfahrer
- Kvašňák, Andrej (1936–2007), slowakischer Fußballspieler
- Kvasnicka, Christian (* 1953), österreichischer Maler
- Kvasnička, Miloslav (* 1963), tschechoslowakischer Radrennfahrer
- Kvasnikov, Serghei (* 1960), moldauischer Fußballnationalspieler
- Kvaternik, Eugen (1825–1871), kroatischer Politiker
- Kvaternik, Eugen Dido (1910–1962), kroatischer Ustascha-Funktionär und Kriegsverbrecher
- Kvaternik, Slavko (1878–1947), kroatischer Politiker und OffizierSlavko Kvaternik (1878–1947)

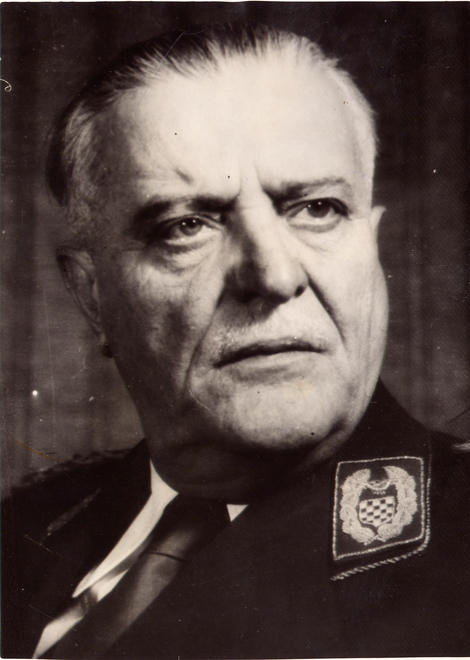
Slavko Kvaternik (1878–1947)

### Kve
- Kvěch, Otomar (1950–2018), tschechischer Komponist und Musikpädagoge
- Kvedaraitė, Danielė (* 2002), litauische Volleyball- und Beachvolleyballspielerin
- Kvedaras, Antanas (1887–1967), litauischer Forstbeamter, sowjetlitauischer Forstwissenschaftler und Politiker
- Kvedarauskas, Aivaras (* 1974), litauischer Badmintonspieler
- Kvedaravičius, Darius (* 1974), litauischer Politiker, Vizeminister für Umwelt
- Kvedaravičius, Linas (* 1967), litauischer liberaler Politiker, Vizebürgermeister der Stadtgemeinde Vilnius
- Kvedaravičius, Mantas (1976–2022), litauischer Filmemacher, Anthropologe und Archäologe
- Kveder, Zofka (1878–1926), slowenische Schriftstellerin, Übersetzerin, Frauenrechtlerin und erste große Erscheinung der slowenischen Frauenliteratur
- Kveen, Stig Rune (* 1980), norwegischer Skilangläufer
- Kveil, Fredrik (* 1937), norwegischer Radrennfahrer
- Kveinys, Aloyzas (1962–2018), litauischer Schachspieler
- Kveli, Laila (* 1987), norwegische Skiläuferin
- Kvendbo, Ulf (* 1948), kanadischer Skispringer
- Kvernberg, Erik (* 1999), norwegischer Telemarker
- Kvernberg, Ola (* 1981), norwegischer Jazzmusiker und Komponist
- Kverndokk, Gisle (* 1967), norwegischer Komponist
- Kvernerud, Knut (* 1945), norwegischer Radrennfahrer
- Kvesić, Josip (* 1990), bosnisch-herzegowinischer Fußballspieler
- Kvesić, Mario (* 1992), bosnisch-herzegowinischer Fußballspieler
- Kvetan, Vendelín (* 1955), tschechoslowakischer Radrennfahrer
- Kvetner, Adi (* 1987), israelischer Schauspieler, Filmschaffender, Moderator und Model
- Květoň, David (* 1988), tschechischer Eishockeyspieler

### Kvi
- Kvíčala, Jan (1834–1908), tschechischer Klassischer Philologe
- Kvída, Josef (* 1997), tschechischer Fußballspieler
- Kvidal, Mary (* 1943), norwegische Politikerin
- Kviečinský, Peter (* 1981), slowakischer Squashspieler
- Kvien, Kristina (* 1965), US-amerikanische Diplomatin
- Kviesgaard, Maibritt (* 1986), dänische Handballspielerin
- Kviesis, Alberts (1881–1944), lettischer Politiker
- Kvietik, Štefan (1934–2025), slowakischer Schauspieler, Theaterpädagoge und Politiker
- Kvietkauskas, Mindaugas (* 1976), litauischer Literaturwissenschaftler, Dichter, Politiker und Kulturminister Litauens
- Kvietkauskas, Vytautas (* 1952), itauischer Journalist und Politiker (Seimas)
- Kvile, Sigurd (* 2000), norwegischer Fußballspieler
- Kvinlog, Gro (* 1976), norwegische alpine Skiläuferin und Skicrosserin
- Kvist, Kasper (* 1989), dänischer Handballspieler
- Kvist, Maria (* 1971), schwedische Jazzmusikerin (Piano, Gesang, Komposition)
- Kvist, Thomas (* 1987), dänischer Radrennfahrer
- Kvist, William (* 1985), dänischer Fußballspieler
- Kvistgaarden, Mathias (* 2002), dänischer Fußballspieler
- Kvitland, Bente (* 1974), norwegische Fußballspielerin
- Kvitová, Petra (* 1990), tschechische TennisspielerinPetra Kvitová (* 1990)

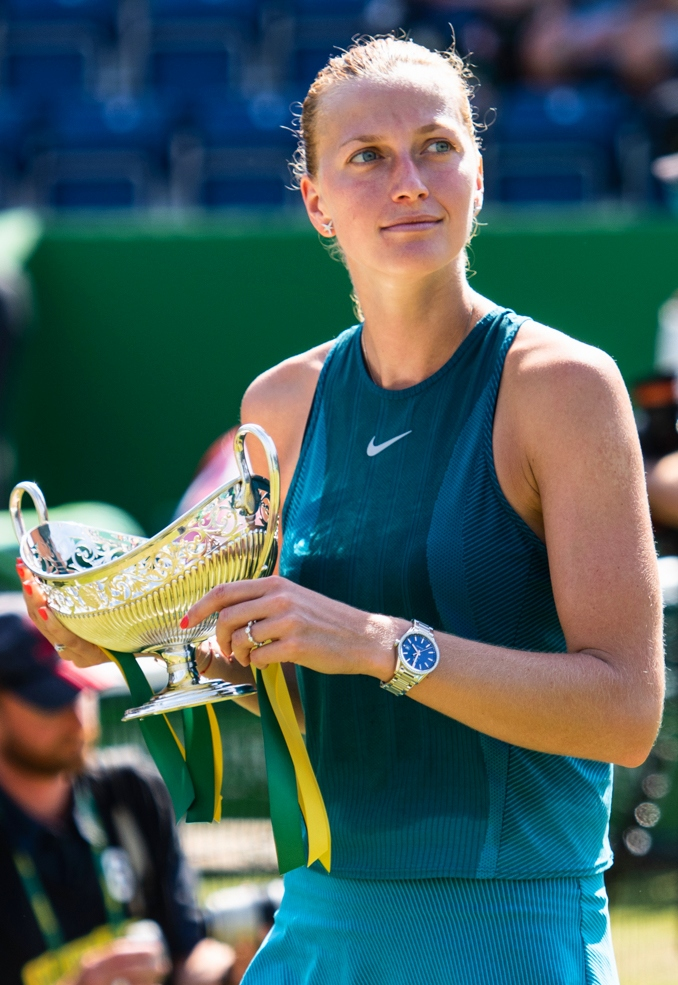
Petra Kvitová (* 1990)

- Kvitta, Frank (* 1981), deutscher Hardtechno-DJ, Produzent und Label-Betreiber
- Kvittingen, Ane Sandaker (* 1989), norwegische Biathletin

### Kvr
- Kvržić, Milan (* 2004), deutscher Volleyballspieler
- Kvržić, Zoran (* 1988), bosnisch-herzegowinischer Fußballspieler